# Aguas interiores

Las zonas marítimas de acuerdo a la Convención de las Naciones Unidas sobre el Derecho del Mar.

Las aguas interiores, según la Convención de las Naciones Unidas sobre el Derecho del Mar, son aquellas que están situadas en el interior de la línea de base del mar territorial de un Estado ribereño.

## Descripción
El límite exterior coincide con el interior del mar territorial y el límite interior coincide con la tierra firme (hasta el litoral costero o donde llega la acción de las mareas).
Las aguas interiores pueden ser marítimas o continentales, incluyendo en estas últimas las pertenecientes a lagos, embalses y ríos.

## Soberanía
Las aguas interiores están sometidas a la soberanía del Estado ribereño, que se extiende al espacio aéreo así como al lecho y al subsuelo marinos (artículo 8 de la Convención sobre el Derecho del Mar). El Estado ribereño puede autorizar, prohibir o suspender la entrada de buques extranjeros. No existe el derecho de paso inocente, salvo que el trazado de la línea de base recta encierran como interiores aguas que antes no lo eran (artículo 8.2 de la Convención sobre el Derecho del Mar).